# Aristocypha fenestrella
Aristocypha fenestrella – gatunek ważki z rodziny Chlorocyphidae. Występuje w kontynentalnej Azji Południowo-Wschodniej oraz w południowych Chinach (w regionie autonomicznym Kuangsi); stwierdzenia z chińskiej wyspy Hajnan dotyczyły, jak się okazało, innego, opisanego w 2009 roku gatunku – Aristocypha aino.